# Jezioro Pyszczynek
Jezioro Pyszczynek, Jezioro Pyszczyńskie – jezioro w Polsce, położone w województwie wielkopolskim, w powiecie gnieźnieńskim, w gminie Gniezno na terenie Pojezierza Gnieźnieńskiego. Przez jezioro przepływa Struga Gnieźnieńska (Wełnianka), dopływ Wełny. Nad jeziorem leżą wsie Pyszczyn i Pyszczynek. Na południe od akwenu znajduje się nasyp linii kolejowej Gniezno Winiary – Sława Wielkopolska. Użytkownikiem jeziora jest Polski Związek Wędkarski Okręg w Poznaniu, a opiekę nad akwenem w imieniu PZW sprawuje Koło nr 10 Gniezno Kolejarz Polskiego Związku Wędkarskiego.

## Dane morfometryczne
Jezioro zajmuje powierzchnię 12,47 ha. Położone jest na wysokości 102 metrów. Maksymalna głębokość to 2 metry.